# 10070 Liuzongli
10070 Liuzongli este un asteroid din centura principală de asteroizi.

## Descriere
10070 Liuzongli este un asteroid din centura principală de asteroizi. A fost descoperit pe 7 februarie 1989 la Observatorul La Silla de Henri Debehogne. Asteroidul prezintă o orbită caracterizată de o semiaxă mare de 2,26 ua, o excentricitate de 0,09 și o înclinație de 2,3° în raport cu ecliptica.